# Bataille de Hobkirk's Hill
Guerre d'indépendance des États-Unis
Batailles
Théâtre sud de la guerre d'indépendance des États-Unis (1780-1782)
- Siège de Charleston
- Monck's Corner
- Lenud's Ferry
- Waxhaws
- Mobley's Meeting House
- Ramsour's Mill
- Huck's Defeat
- Colson's Mill
- Rocky Mount
- Hanging Rock
- Camden
- Fishing Creek
- Musgrove Mill
- Wahab's Plantation
- Black Mingo
- Charlotte
- Kings Mountain
- Shallow Ford
- Fishdam Ford
- Blackstock's Farm
- Cowpens
- Cowan's Ford
- Torrence's Tavern
- Massacre de Pyle
- Wetzell's Mill
- Guilford Court House
- Fort Watson
- Hobkirk's Hill
- Fort Motte
- Augusta
- Ninety-Six
- House in the Horseshoe
- Chesapeake
- Eutaw Springs
- Lindley's Mill
- Yorktown
- Videau's Bridge
- Baie d'Hudson
- Combahee River

La bataille de Hobkirk’s Hill (parfois appelée Deuxième bataille de Camden) est une bataille de la guerre d’indépendance américaine survenue le 25 avril 1781, près de Camden en Caroline du Sud. Une petite armée américaine sous le commandement du major-général Nathanael Greene a défendu une crête du nom de Hobkirk’s Hill contre une attaque menée par une force britannique encore plus petite dirigée par le major-général Francis Rawdon-Hastings. Après un féroce affrontement, Greene recula de quelques kilomètres, laissant les soldats de Rawdon en possession de la colline.
Même si Rawdon a été victorieux, il a rapidement dû se replier vers Camden. Plus tard dans la journée, une petite force de cavalerie et d’infanterie envoyée par Greene ramasser les blessés et les traînards américains réussit à chasser une troupe de dragons loyalistes. Malgré son succès tactique, Rawdon a jugé nécessaire d’abandonner Camden deux semaines plus tard et de se retirer vers Charleston en Caroline du Sud. Même si cette bataille est l’un des quatre combats à s’être soldés par une défaite tactique pour Greene, sa stratégie globale a réussi à priver les Britanniques de toute la Caroline du Sud, à l’exception de Charleston.
Greene a considéré la bataille comme une occasion perdue de vaincre une force britannique importante de l’armée britannique et les obliger à abandonner leurs postes disséminés à travers la Caroline du Sud afin de sécuriser Charleston.